# Alt Representant de la Unió Europea per a Afers exteriors i Política de Seguretat
L'Alt Representant de la Unió Europea per a Afers exteriors i Política de Seguretat (AR) Mr. PESCH és el principal càrrec executiu de la Política Exterior i de Seguretat Comuna de la Unió Europea (UE). El càrrec va ser introduït pel Tractat d'Amsterdam i el seu titular, junt amb el Ministre de Relacions Exteriors de la Presidència del Consell de la Unió Europea, representen el Consell de Ministres de Relacions Exteriors. És un càrrec conegut també pels mitjans com alt representant, cap de la diplomàcia europea, Mr. PESC o també ministre d'Afers exteriors de la Unió (segons la terminologia de la frustrada Constitució Europea). El responsable és l'estoniana Kaja Kallas.
L'Alt Representant és el cap de la diplomàcia comunitària, coordina l'acció exterior de la Unió al si de la Comissió Europea com un dels seus vicepresidents i és l'encarregat de les relacions internacionals i, com a mandatari del Consell, dirigeix i executa la política exterior i de seguretat comuna de la Unió (incloent la política comuna de seguretat i defensa), és cap i dirigeix el Servei Europeu d'Acció Exterior, en procés de construcció.

## Competències i responsabilitats
Quan la política exterior es fa seguint un acord entre els Estats membres de la Unió Europea, l'Alt Representant pot parlar en nom de la UE en aquest àmbit, exercint de negociador en nom dels Estats membres. El Representant coordina la tasca dels Representants Especials, i també altres nomenaments com els que es fan en la lluita contra el terrorisme. També presenta els informes i propostes per al Consell, exercint de Secretari General, l'Alt Representant analitza i prepara la majoria de les decisions abans de ser presentades perquè hi hagi la decisió.
En un principi, es va decidir que el Secretari General del Consell seria qui ocuparia aquesta responsabilitat. Per tant, es considera que el que era el Secretari General en aquell moment (Jürgen Trumpf) va ser el primer Alt Representant.
En el marc del Tractat de Lisboa (2007), es va fusionar Alt Representant amb Comissaria Europea de Relacions Exteriors sota el nou nom d'Alt Representant de la Unió per a Assumptes Exteriors i Política de Seguretat.

## Història
El càrrec d'Alt Representant de la Unió per a Afers exteriors i Política de Seguretat és una creació del Tractat de Lisboa, que per a facilitar una millor i més cohesionada projecció internacional de la Unió Europea va salvaguardar la idea continguda a l'abandonada Constitució europea, si bé va alterar la seva denominació. El que en el Tractat constitucional prenia el nom de Ministre d'Afers exteriors de la Unió, a Lisboa es va conservar sota la més modesta denominació actual. Aquesta renúncia als elements massa simbòlics no van alterar en gens el contingut ni les funcions del nou càrrec, que recollia la clàssica reivindicació que va néixer amb la creació originària del càrrec de Javier Solana, la de refondre tres càrrecs en un de sol:
- Alt Representant del Consell per a la Política Exterior i de Seguretat Comuna (l'anomenat Míster Pesc),
- Comissari europeu de Relacions Internacionals, i
- President del Consell d'Afers Generals i Relacions Internacionals -dividit ara en dues formacions diferents, una de les quals el Consell d'Afers Exteriors-, càrrec aquest que ocupava de manera rotatòria el ministre d'exteriors de l'Estat que exercia a cada moment la presidència de torn.

Hom pot considerar al primer d'aquests com el més proper o assimilable antecedent de l'actual Alt Representant (AR). El primer càrrec d'Alt Representant del Consell per la PESC va ser creació del Tractat d'Amsterdam, si bé la pròpiament política exterior i de seguretat comuna era un concepte vigent des de Maastricht. L'escassa visibilitat d'aquest peculiar àrea de l'acció política europea, coneguda com a segon pilar, i la confusió que causava en les relacions internacionals la profusa representació diplomàtica de la Unió Europea des de l'entrada en vigor d'aquest últim tractat el 1993, va moure als líders europeus a promoure la seva institucionalització amb raó de les reformes d'Amsterdam. Així, es va acordar la creació del càrrec d'Alt Representant del Consell per la PESC, que recauria en el Secretari General del Consell, en aquell temps el diplomàtic alemany Jurgen Trumpf. Però la intenció era des d'un principi la d'associar aquest nou càrrec a una cara coneguda, una persona amb pes polític propi i experiència en les relacions internacionals i, si pot ser, ben vist pels estatunidencs. Examinats aquests requisits, les noves funcions van recaure en el polític al que tots donaven per favorit: l'espanyol Javier Solana.
Javier Solana havia estat ministre en alguns dels governs socialistes de Felipe González a Espanya, fent-se càrrec successivament de les carteres de Cultura, Educació i Portaveu del Govern i, finalment, Afers Exteriors, departament que va dirigir durant gairebé quatre anys. Al cap d'aquest temps, Solana va ser promogut a la política internacional amb el suport de Felipe González i del llavors President dels Estats Units, el demòcrata Bill Clinton, amb qui mantenia un estret vincle personal, sent designat el 1992 Secretari General de l'OTAN, càrrec des del qual acordaria i coordinaria els bombardejos a les forces de Slobodan Milošević a l'antiga Iugoslàvia. La seva experiència en l'arena internacional, i molt particularment en afers de seguretat global, van suposar un important bastió sobre qui va poder recolzar-se en els seus primers temps la PESC, que d'altra banda mancava d'una plataforma pròpia sobre la qual poder desenganxar políticament, més enllà dels contactes internacionals del seu cap. A més, el seu coneixement sobre assumptes i capacitats militars i el seu especial vincle amb els Balcans, destrossats i políticament desmembrats després de la guerra, va orientar aviat la política exterior cap a la idea de l'estratègia i les missions combinades, civils i militars, la qual cosa va afavorir de seguida l'aparició i posterior institucionalització d'una política europea de seguretat i defensa.

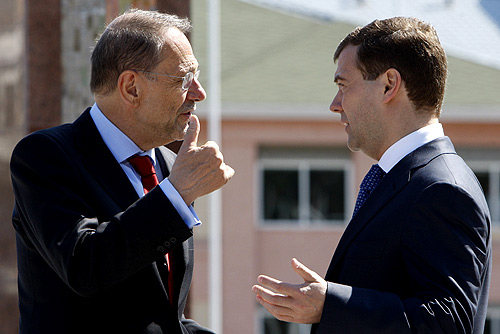
Javier Solana, ex AR per a la PESC, amb el president rus Dmitri Medvédev.

## Nomenament i cessament
Segons el que es disposa al Tractat de la Unió Europea (TUE), en el seu article 17 i següents, l'AR serà nomenat pel Consell Europeu per majoria qualificada amb l'aprovació del President de la Comissió. Tanmateix, això no significa que detingui ja el càrrec, ja que l'AR, juntament amb el president i altres membres de la Comissió, se sotmetran col·legiadament al vot d'aprovació del Parlament Europeu, reunit en sessió plenària després de la seva constitució després de les eleccions europees. Sobre la base d'aquesta aprovació, la Comissió juntament amb l'alt representant seran nomenats pel Consell Europeu per majoria qualificada, on prestaran jurament. A aquest propòsit i amb anterioritat a la presa de possessió el reglament del Parlament Europeu preveu una fase d'audiències i avaluació prèvia dels Comissaris designats i de l'alt representant abans de sotmetre's a la investidura conjunta del mateix pel ple del Parlament, davant les comissions parlamentàries concernides, amb l'objecte de comprovar la seva adequada capacitat per a exercir la cartera que li ha estat assignada pel President (que en aquest cas serà, per imperatiu constitucional, una Vicepresidència per a Afers exteriors) i conèixer el seu programa d'actuació i el seu projecte polític.
El nomenament de l'AR pot sintetitzar-se en els següents cinc punts clau:
- designació i nomenament de l'AR pel Consell Europeu, d'acord amb el President de la Comissió;
- audiència davant el Parlament Europeu (Comissió d'Afers exteriors), prèvia a la seva investidura
- dictamen d'avaluació de la Comissió d'Afers exteriors;
- investidura conjunta del Col·legi de Comissaris, inclòs l'AR com a vicepresident d'aquest, mitjançant aprovació del Parlament per majoria absoluta;
- jura i posterior nomenament de la Comissió (inclòs el seu Vicepresident/AR) per decisió del Consell Europeu, amb l'entrada en funcions immediata.

En cas de dimissió voluntària, cessament o defunció, l'AR serà substituït per la resta del seu mandat.
El Parlament Europeu en cas que se li sotmeti a una moció de censura sobre la gestió de la Comissió, només podrà pronunciar-se sobre aquesta moció passats tres dies com a mínim des de la data de la seva presentació i en votació pública. Si aquesta és aprovada per majoria de dos terços dels vots emesos que representa la majoria dels diputats que componen el Parlament Europeu, l'AR haurà de dimitir del càrrec que exerceix en la Comissió Europea.
El Consell fixarà el sou, dieta i pensió de l'Alt Representant.

## Funcions i poders
Podrien diferenciar-se amb certa claredat dos àmbits competencials que, regint-se per mecanismes i procediments molt diferents en la seva articulació i funcionament, tanmateix estan, des de l'entrada en vigor de Lisboa, sotmesos tots dos a una mateixa arquitectura institucional i a l'autoritat, més o menys assentada, de l'Alta Representant. Aquests dos àmbits competencials són: representar al Consell en qüestions de política exterior i de seguretat comuna, i actuar com a Comissari al capdavant de la cartera d'afers exteriors de la Comissió, com a responsable de política exterior i política de defensa comuna, presideix les reunions periòdiques dels Ministres d'Afers exteriors. A més, representa a la Unió en l'escena internacional en assumptes relacionats amb la Política Exterior i de Seguretat Comuna (PESC) i està assistit per un nou Servei Europeu d'Acció Exterior compost per funcionaris del Consell, la Comissió i els serveis diplomàtics nacionals.

### AR per la PESC

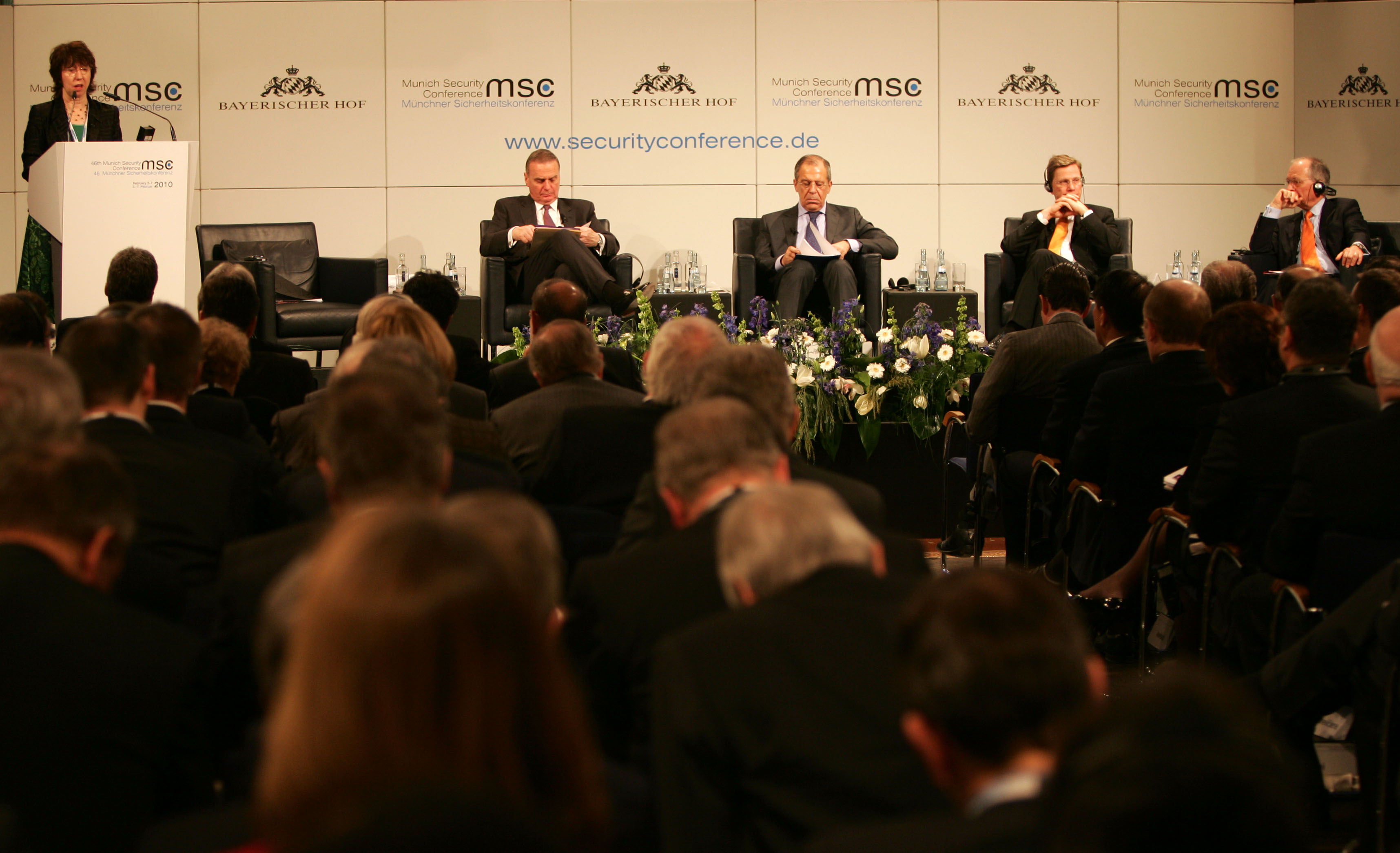
Conferència de Seguretat de Múnic

En el Tractat de Lisboa (2007), la PESC manté la seva singularitat i es regirà per disposicions específiques. Correspon a l'Alt Representant per a Afers Exteriors dirigir i executar la política exterior i de seguretat comuna de la Unió (PESC), que inclou una política comuna de seguretat i defensa (PCSD), en els termes acordats pel Consell de la UE en el marc de les directrius i orientacions polítiques generals definides pel Consell Europeu. En aquesta qualitat li correspon:
- representar a la Unió en l'àmbit de les relacions internacionals i de la política exterior, dirigint el diàleg exterior i expressant posicions comunes en les organitzacions internacionals, sense perjudici de les responsabilitats que en aquest àmbit corresponguin al President del Consell Europeu, en el rang i condició que li són propis.
- presidir la formació "Consell d'Afers exteriors" del Consell de la Unió, competent a conèixer i decidir el relatiu a la política exterior i de seguretat i defensa; actuant-ne com a mandatari i subjecte als procediments d'aquesta institució, havent de cooperar estretament i coordinar la seva actuació amb el President del Consell Europeu i el Presidents de la Comissió.
- participar de les reunions del Consell Europeu, al que correspon definir les prioritats i orientacions polítiques generals de la Unió, inclòs l'àmbit de la PESC;
- contribuir amb les seves propostes a l'elaboració d'aquestes polítiques i a la fixació dels seus objectius generals tant en el Consell com en el Consell Europeu
- executar, a través dels mitjans posats a la seva disposició (en particular el Servei Europeu d'Acció Exterior) la política exterior i de seguretat comuna adoptada en el si del Consell.
- podrà convocar d'ofici o a petició d'un estat membre, en els casos que requereixi una decisió ràpida, una reunió extraordinària del Consell, en un termini de quaranta-vuit hores o, en cas de necessitat absoluta, en un termini més breu.

Com a responsable dels assumptes de seguretat i defensa, l'AR compta per a l'exercici de les seves atribucions amb tres cèl·lules de gestió d'informació qualificada integrades en l'estructura de la seva Oficina:
- un Dispositiu de Vigilància compost per assessors militars i policies en serveis especials procedents dels Estats membres, recull i coordina tota la informació de seguretat que li subministren les missions militars de la Unió i les estructures d'intel·ligència dels estats membres, la contrasta, ordena i eleva a la consideració del SitCen i de l'AR; la informació dels dispositius de vigilància està dirigida en general als països que participen en les diferents missions.
- el SitCen (Centre de Situacions) és una creació que porta el segell inequívoc de Javier Solana, en els seus deu anys de mandat va reforçar significativament les capacitats de la Unió Europea per a actuar eficaçment en política exterior quan els països membres n'estan d'acord. És l'òrgan encarregat d'analitzar i processar tota la informació que li remet el Dispositiu de Vigilància, sobre la seva base emet informes geoestratègics de risc i sobre les situacions polítiques de les regions del món i altres focus d'interès per a la Unió Europea. Aquesta informació del SitCen està disponible pels vint-i-set països membres de la Unió que tenen un ambaixador específic per a qüestions de seguretat comuna, i que poden sol·licitar els informes d'intel·ligència d'aquesta unitat.
- la Unitat de Crisi (o Crisis Room), integrada pel Cap de Gabinet i el Cap de Gabinet adjunt de l'AR, el Cap de l'EMUE, el portaveu de l'AR, el Secretari General del Consell i qualssevol altres membres que designi l'AR, i dirigit per ell mateix, que té al seu exclusiu servei un reduït departament de funcionaris especialitzats, amb accés a materials d'alta tecnologia de detecció i gestió d'informació i dades en circulació, es reuneix per al seguiment intensiu de situacions d'alt risc o que exigeixen una atenció exhaustiva. Aquesta informació no surt de l'executiu comunitari.

### Vicepresident de la Comissió
L'Alt Representant serà un dels vicepresidents de la Comissió, vetllarà per la coherència de l'acció exterior de la Unió, s'encarregarà, dins de la Comissió, de les responsabilitats que li incumbeixen en l'àmbit de les relacions exteriors i de la coordinació dels altres aspectes de l'acció exterior de la Unió. En l'exercici d'aquestes responsabilitats dins de la Comissió, i exclusivament, pel que fa a aquestes, l'AR estarà subjecte als procediments pels quals es regeix el funcionament de la Comissió.
Per tot això, l'AR compta amb l'assistència administrativa que com a vicepresident del Col·legi de Comissaris li presta la Secretaria General de la Comissió i els seus Serveis Comuns, així com els membres de la Comissió adscrits a l'àrea exterior la coordinació de la qual té encomanada.
En l'actual assignació de responsabilitats en el si del Col·legi, determinada pel President Barroso en 2010, l'AR Catherine Ashton té adscrita al seu departament la Direcció general de Relacions Exteriors (RELEX) de la Comissió Europea, que gestiona en qualitat de comissària d'Afers exteriors.

### Altres càrrecs inherents
Els càrrecs que amb caràcter nat i permanent s'associen a la figura de l'Alt Representant de la Unió per a Afers exteriors i Política de Seguretat en relació amb les seves funcions són doncs, esquemàticament:
- Vicepresident i Comissari d'Afers exteriors de la Comissió Europea;
- President del Consell d'Afers exteriors;
- Cap del Servei Europeu d'Acció Exterior;
- Comandant en Cap de l'EUFOR:
- President nat de l'Estat Major de la Unió Europea (delega el seu exercici en el Cap de l'EMUE)
- President nat del Comitè Polític i de Seguretat de la Unió Europea (delega el seu exercici en un representant personal);
- President de l'Agència Europea de Defensa;
- President de l'Institut d'Estudis de Seguretat de la Unió Europea;
- Secretari General de la Unió Europea Occidental.

## El Servei Europeu d'Acció Exterior
L'AR es recolzarà en un Servei Europeu d'Acció Exterior en l'àmbit intern i el de les relacions internacionals, prestant assistència a la seva política i a l'acció exterior de la Unió.
Com a Cap del Servei Exterior, l'AR nomena, coordina i supervisa als Delegats de les Missions Diplomàtiques de la Unió Europea acreditades davant tercers països o organismes internacionals i als Representants Especials de la Unió destacats a determinades àrees geogràfiques o polítiques de singular rellevància estratègica. L'estructura personal, organitzativa i funcional del Servei Exterior és fixada per decisió del Consell d'Afers exteriors adoptada a proposta del seu president, l'AR, prèvia consulta al Parlament Europeu i prèvia aprovació de la Comissió.
L'AR té un Gabinet privat d'assessors polítics que en l'actualitat compta amb 11 persones, i que és dirigit per un Cap de Gabinet. L'actual Cap de Gabinet de l'AR és el diplomàtic britànic James Morrison.

## Llista d'Alts Representants
| Núm. | Imatge | Nom (Naixement-Mort)                                                                                          | Mandat | Mandat | Mandat | Partit | Partit | Partit | Partit | Commissió | Estat membre                                                                                                  |
| Núm. | Imatge | Nom (Naixement-Mort)                                                                                          | Inici | Final | Durada | Europeu | Europeu | Estatal | Estatal | Commissió | Estat membre                                                                                                  |
| Com a Alt Representant per a Afers Exteriors i Política de Seguretat - Secretari general del Consell de la UE                  | Com a Alt Representant per a Afers Exteriors i Política de Seguretat - Secretari general del Consell de la UE | Com a Alt Representant per a Afers Exteriors i Política de Seguretat - Secretari general del Consell de la UE | Com a Alt Representant per a Afers Exteriors i Política de Seguretat - Secretari general del Consell de la UE | Com a Alt Representant per a Afers Exteriors i Política de Seguretat - Secretari general del Consell de la UE | Com a Alt Representant per a Afers Exteriors i Política de Seguretat - Secretari general del Consell de la UE | Com a Alt Representant per a Afers Exteriors i Política de Seguretat - Secretari general del Consell de la UE | Com a Alt Representant per a Afers Exteriors i Política de Seguretat - Secretari general del Consell de la UE | Com a Alt Representant per a Afers Exteriors i Política de Seguretat - Secretari general del Consell de la UE | Com a Alt Representant per a Afers Exteriors i Política de Seguretat - Secretari general del Consell de la UE | Com a Alt Representant per a Afers Exteriors i Política de Seguretat - Secretari general del Consell de la UE | Com a Alt Representant per a Afers Exteriors i Política de Seguretat - Secretari general del Consell de la UE |
| --- | --- | --- | --- | --- | --- | --- | --- | --- | --- | --- | --- |
| – | | Jürgen Trumpf (1931–2023)                                                                                     | 1 maig 1999                                                                                                   | 18 octubre 1999                                                                                               | 0 anys, 170 dies                                                                                              | | Independent                                                                                                   | | Independent                                                                                                   | N/D | · Alemanya |
| – | | Javier Solana (nascut el 1942)                                                                                | 18 octubre 1999                                                                                               | 1 desembre 2009                                                                                               | 10 anys, 44 dies                                                                                              | | PSE | | PSOE | N/D | · Espanya |
| Com a Alt Representant de la Unió Europea per a Afers exteriors i Política de Seguretat - Vicepresident de la Comissió Europea | | | | | | | | | | | |
| 1 | | Catherine Ashton (nascuda el 1956)                                                                            | 1 desembre 2009                                                                                               | 1 novembre 2014                                                                                               | 4 anys, 335 dies                                                                                              | | PSE | | Laborista | Barroso II | · Regne Unit                                                                                                  |
| 2 | | Federica Mogherini (nascuda el 1973)                                                                          | 1 novembre 2014                                                                                               | 30 novembre 2019                                                                                              | 5 anys, 29 dies                                                                                               | | PSE | | PD | Juncker | · Itàlia |
| 3 | | Josep Borrell (nascut el 1947)                                                                                | 1 desembre 2019                                                                                               | 30 novembre 2024                                                                                              | 4 anys, 365 dies                                                                                              | | PSE | | PSOE | Von der Leyen I                                                                                               | · Espanya |
| 4 | | Kaja Kallas (nascuda el 1977)                                                                                 | 1 desembre 2024                                                                                               | En el càrrec                                                                                                  | 0 anys, 206 dies                                                                                              | | RE | | REF | Von der Leyen II                                                                                              | · Estònia |